# Agrotis juncta
Agrotis juncta är en fjärilsart som beskrevs av Tutt 1892. Agrotis juncta ingår i släktet Agrotis och familjen nattflyn. Inga underarter finns listade i Catalogue of Life.